# Toray Pan Pacific Open 1997 - Doppio
Il doppio del Toray Pan Pacific Open 1997 è stato un torneo di tennis facente parte del WTA Tour 1997.
Gigi Fernández e Nataša Zvereva erano le detentrici del titolo, ma hanno partecipato con partner differenti, la Fernández con Martina Hingis e la Zvereva con Lindsay Davenport.
La Fernández e Martina Hingis hanno perso in finale 6–4, 6–3 contro la Zvereva con Lindsay Davenport.

## Teste di serie
1. Gigi Fernández /  Martina Hingis (finale)
2. Lindsay Davenport /  Nataša Zvereva (campionesse)
3. n/a
4. Lisa Raymond /  Rennae Stubbs (quarti di finale)

## Tabellone

### Legenda
| - Q = Qualificato - WC = Wild card - LL = Lucky loser | - ALT = Alternate - SE = Special Exempt - PR = Protected Ranking | - w/o = Walkover - r = Ritirato - d = Squalificato |